# Asteromassaria berberidicola
Asteromassaria berberidicola är en svampart som tillhör divisionen sporsäcksvampar, och som först beskrevs av Gustav Heinrich Otth, och fick sitt nu gällande namn av Jean R. Boise. Asteromassaria berberidicola ingår i släktet Asteromassaria, och familjen Pleomassariaceae. Arten är reproducerande i Sverige.